# Monte Alto (Gruppo di Brenta)
Il Monte Alto (1899 m s.l.m.) è un monte delle Dolomiti di Brenta nelle Alpi Retiche meridionali. Si trova nel Sottogruppo della Campa, in Val di Non.

## Descrizione
Si trova lungo una lunga costiera verdeggiante che si sviluppa a nord del Passo del Termoncello in continuazione della Catena della Campa fiancheggiando ad est la Valle di Tovel. Più a nord la catena comprende il Monte Corno (1962 m) e il Monte Sabbionare (1655 m).

## Accessi
- Da Malga Termoncello è possibile salire verso la cima. (Ore: 0.10).[2]

## Ascensioni
- 30 agosto 1943: Fulvio Bergamo e Ivo Bergamo salirono in due ore direttamente da sud la parete verticale del Monte Alto.[1]